# Trêve à Bakura
Trêve à Bakura (titre original : The Truce at Bakura) est un roman de science-fiction écrit par Kathy Tyers. Publié aux États-Unis par Bantam Spectra en 1993,, il a été traduit en français et publié par les éditions Presses de la Cité en 1995,. Ce roman, se déroulant dans l'univers étendu de Star Wars, a lieu immédiatement après les évènements décrits dans Star Wars, épisode VI : Le Retour du Jedi, soit quatre ans après la bataille de Yavin. 

## Résumé
À la suite des événements du Retour du Jedi, les rebelles reçoivent un intrigant appel à l'aide qui était destiné au feu Empereur Palpatine de la lointaine planète de la bordure extérieure Bakura. À la suite de la transition expliquant que les forces impériales de Bakura se retrouvent face à des vaisseaux de types inconnus, Luke et les autres se retrouvent face à un choix déchirant : Aller aider et rapatrier ce monde à leur cause ou les laisser se défendre et rebâtir leurs forces pour affronter ce qui reste de l'Empire déchu ? 

## Personnages
- Luke Skywalker
- Leia Organa
- Han Solo
- Chewbacca
- C-3PO
- R2-D2
- Commandant Thanas : commandant impérial en présence sur la planète de la bordure extérieure Bakura

## Univers officiel de Star Wars
Alors que la plupart des œuvres dérivées sont exclues du canon de Star Wars en 2014, cinq ans plus tard, Bakura apparaît dans le premier épisode de Vader Immortal: A Star Wars VR Series, est également mentionné dans le huitième épisode — Rendezvous Point — de la deuxième saison de Star Wars Resistance ainsi que dans les attractions Star Wars : Rise of the Resistance des parcs Disney.